# Sono un pirata, sono un signore (film)
Sono un pirata, sono un signore è un film del 2013 diretto da Eduardo Tartaglia.
Il titolo del film si ispira a un brano di Julio Iglesias, chiamato appunto in italiano Sono un pirata sono un signore (contenuto nell'album omonimo). Anche il precedente film diretto da Tartaglia, ovvero La valigia sul letto, si ispirava ad una canzone portata al successo da Iglesias (è l'incipit di Se mi lasci non vale).
La pellicola è stata realizzata con i fondi del Ministero dei beni e delle attività culturali, ha avuto inoltre un contributo dalla Regione Lazio.

## Trama
Un professore universitario e una sua collega, un marinaio e una parrucchiera, si ritrovano sulla stessa barca al largo delle coste africane e vengono rapiti da un gruppo di pirati che chiedono un riscatto di 15 milioni di euro. Si susseguiranno amicizie, amori e colpi di scena.

## Distribuzione
Il film è uscito nelle sale italiane il 18 aprile 2013.